# Peter Klofutar
Peter Klofutar, slovenski smučarski tekač, * 29. junij 1893, Kranjska Gora, † 21. december 1958, Kranjska Gora.
Klofutar je za Jugoslavijo nastopil na Zimskih olimpijskih igrah 1928 v Sankt Moritzu, kjer je v teku na 18 km osvojil 39. mesto.